# سيمون جاكوبسون
سيمون جاكوبسون (بالإنجليزية: Simon Jacobson)‏ هو حاخام وكاتب أمريكي، ولد في 8 ديسمبر 1956.